# Paya Baro (Teunom)
Paya Baro is een bestuurslaag in het regentschap Aceh Jaya van de provincie Atjeh, Indonesië. Paya Baro telt 719 inwoners (volkstelling 2010).